# Maison Girardin
Ne doit pas être confondu avec la Maison Girardin dite « la maison du pêcheur » ou « maison à Jules », lieu historique à Saint-Pierre-et-Miquelon
La maison Girardin est une maison de ferme située au 600, avenue Royale dans l'arrondissement de Beauport à Québec. Elle a été construite à une date inconnue entre 1784 et 1819, ce qui en fait l'une des plus vieilles maisons sur le chemin du Roy. Elle a été classée immeuble patrimonial en 1977 et désignée lieu historique national du Canada en 1982.